# Steven Hawley
Steven Hawley (ur. 12 grudnia 1951 w Ottawie w Kansas) – amerykański astronauta, fizyk i astronom.

## Życiorys
W 1969 ukończył szkołę w Salina, a w 1973 z pierwszą lokatą studia fizyczne i astronomiczne na University of Kansas, w 1977 uzyskał doktorat z fizyki i astronomii na Uniwersytecie Kalifornijskim. Pracował w obserwatoriach astronomicznych w Waszyngtonie i w Green Bank w Wirginii, współpracował również z obserwatorium w La Serena w Chile. 16 stycznia 1978 został wybrany przez NASA kandydatem na astronautę, przechodził szkolenie na specjalistę misji. Od 30 sierpnia do 5 września 1984 brał udział w misji STS-41-D trwającej 6 dni i 56 minut; start nastąpił z Centrum Kosmicznego im. Johna F. Kennedy’ego na Florydzie, a lądowanie w Edwards Air Force Base w Kalifornii. Wyniesiono na orbitę trzy satelity telekomunikacyjne: SBS-D dla łączności prywatnej, wojskowy LEASAT/SYNCOM 2 i łącznościowy Telstar 3C. Od 12 do 18 stycznia 1986 był specjalistą misji STS-61-C trwającej 6 dni, 2 godziny i 3 minuty. Umieszczono na orbicie satelitę telekomunikacyjnego Satcom KU-1. Od 24 do 29 kwietnia 1990 uczestniczył w misji STS-31, trwającej 5 dni, godzinę i 16 minut, mającej na celu umieszczenie na orbicie Kosmicznego Teleskopu Hubble’a. Od 11 do 21 lutego 1997 był specjalistą misji serwisowej STS-82 do Teleskopu Hubble’a, trwającej 9 dni, 23 godziny i 37 minut. Ostatnią jego misją była STS-93 od 23 do 28 lipca 1999, trwająca 4 dni, 22 godziny i 49 minut.
Łącznie spędził w kosmosie 32 dni, 2 godziny i 41 minut. Opuścił NASA 27 lutego 2008.
Stowarzyszenie Uczestników Lotów Kosmicznych (Association of Space Explorers) przyznało mu Universal Astronaut Insignia za lot orbitalny (nr 146).